# Reserva científica de la Caldera de Luba
La Reserva científica de la Caldera de Luba es un área protegida de 51 000 hectáreas (130 000 acres) en la isla volcánica de Bioko (antes llamada Fernando Po), una parte del país africano de Guinea Ecuatorial. La densa selva tropical es rica en especies de plantas y animales, incluyendo una alta población de primates, algunos endémicos de la reserva. Gran parte de la reserva consiste en un bosque prístino. Sin embargo, la población de primates está en peligro debido a la creciente demanda para carne junto con la falta de aplicación de la prohibición de la caza en la reserva.
La Asociación Amigos de Doñana (AAD), una Organización no gubernamental española, puso en marcha un programa para la conservación y el desarrollo del ecoturismo en la isla de Bioko en 1995, con énfasis en la conservación de las tortugas marinas verdes. Esto fue seguido en 1996 y 1997 por los estudios de áreas de importancia crítica para la conservación de la diversidad biológica relacionados con el Ministerio de Bosques, Pesca y Medio Ambiente. El programa de conservación AAD, un nuevo concepto en Guinea Ecuatorial, incluyó los planes para la educación ambiental y el ecoturismo, estudios de especies que son extraordinariamente interesantes biológicamente y programas para domesticar animales del bosque.
Una expedición española en 2007, de la Universidad Politécnica de Madrid afirma ser la primera en haber cruzado el cráter [cita requerida], considerado por los lugareños como un lugar donde los espíritus habitan[cita requerida]. El equipo usó cuerdas para trepar por las casi verticales paredes del cráter de un kilómetro de alto [cita requerida].